# Pałac w Wiszni Małej
Pałac w Wiszni Małej – wybudowany w XIX w. w Wiszni Małej.

## Położenie
Pałac położony jest we wsi w Polsce, w województwie dolnośląskim, w powiecie trzebnickim, w gminie Wisznia Mała.

## Historia
Obiekt jest częścią zespołu pałacowego, w skład którego wchodzi jeszcze park.